# Mark Greig
William Mark Greig, född 25 januari 1970, är en kanadensisk före detta professionell ishockeyforward som tillbringade nio säsonger i den nordamerikanska ishockeyligan National Hockey League (NHL), där han spelade för Hartford Whalers, Toronto Maple Leafs, Calgary Flames och Philadelphia Flyers. Han producerade 40 poäng (13 mål och 27 assists) samt drog på sig 90 utvisningsminuter på 125 grundspelsmatcher.
Greig spelade också för Hamburg Freezers, Kassel Huskies, Iserlohn Roosters i Deutsche Eishockey Liga (DEL); Springfield Indians, St. John's Maple Leafs, Saint John Flames och Philadelphia Phantoms i American Hockey League (AHL); Atlanta Knights, Rafales de Québec, Houston Aeros och Grand Rapids Griffins i International Hockey League (IHL) samt Calgary Wranglers och Lethbridge Hurricanes i Western Hockey League (WHL).
Han draftades av Hartford Whalers i första rundan i 1990 års draft som 15:e spelare totalt.
Direkt efter spelarkarriären började Greig 2007 arbeta som amatörscout för sitt gamla NHL-lag Philadelphia Flyers, en position han fortfarande innehar.
Han är bror till Bruce Greig och far till Ridly Greig.

## Statistik
| 1985–1986  | Blackie Bisons         |            | 31  | 12  | 43  | 55  | 44  | —  | —  | —  | —  | —  |
| 1986–1987  | Calgary Northstars     | AMHL       | 18  | 9   | 28  | 37  | 30  | —  | —  | —  | —  | —  |
|            | Calgary Wranglers      | WHL        | 5   | 0   | 0   | 0   | 0   | —  | —  | —  | —  | —  |
| 1987–1988  | Lethbridge Hurricanes  | WHL        | 65  | 9   | 18  | 27  | 38  | —  | —  | —  | —  | —  |
| 1988–1989  | Lethbridge Hurricanes  | WHL        | 71  | 36  | 72  | 108 | 113 | 8  | 5  | 5  | 10 | 16 |
| 1989–1990  | Lethbridge Hurricanes  | WHL        | 65  | 55  | 80  | 135 | 149 | 18 | 11 | 21 | 32 | 35 |
| 1990–1991  | Hartford Whalers       | NHL        | 4   | 0   | 0   | 0   | 0   | —  | —  | —  | —  | —  |
|            | Springfield Indians    | AHL        | 73  | 32  | 55  | 87  | 73  | 17 | 2  | 6  | 8  | 22 |
| 1991–1992  | Hartford Whalers       | NHL        | 17  | 0   | 5   | 5   | 6   | —  | —  | —  | —  | —  |
|            | Springfield Indians    | AHL        | 50  | 20  | 27  | 47  | 38  | 9  | 1  | 1  | 2  | 20 |
| 1992–1993  | Hartford Whalers       | NHL        | 22  | 1   | 7   | 8   | 27  | —  | —  | —  | —  | —  |
|            | Springfield Indians    | AHL        | 55  | 20  | 38  | 58  | 86  | —  | —  | —  | —  | —  |
| 1993–1994  | Hartford Whalers       | NHL        | 31  | 4   | 5   | 9   | 31  | —  | —  | —  | —  | —  |
|            | Springfield Indians    | AHL        | 4   | 0   | 4   | 4   | 21  | —  | —  | —  | —  | —  |
|            | Toronto Maple Leafs    | NHL        | 13  | 2   | 2   | 4   | 10  | —  | —  | —  | —  | —  |
|            | St. John's Maple Leafs | AHL        | 9   | 4   | 6   | 10  | 0   | 11 | 4  | 2  | 6  | 26 |
| 1994–1995  | Calgary Flames         | NHL        | 8   | 1   | 1   | 2   | 2   | —  | —  | —  | —  | —  |
|            | Saint John Flames      | AHL        | 67  | 31  | 50  | 81  | 82  | 2  | 0  | 1  | 1  | 0  |
| 1995–1996  | Atlanta Knights        | IHL        | 71  | 25  | 48  | 73  | 104 | 3  | 2  | 1  | 3  | 4  |
| 1996–1997  | Rafales de Québec      | IHL        | 5   | 1   | 2   | 3   | 0   | —  | —  | —  | —  | —  |
|            | Houston Aeros          | IHL        | 59  | 12  | 30  | 42  | 59  | 13 | 5  | 8  | 13 | 2  |
| 1997–1998  | Grand Rapids Griffins  | IHL        | 69  | 26  | 36  | 62  | 103 | 3  | 0  | 4  | 4  | 4  |
| 1998–1999  | Philadelphia Flyers    | NHL        | 7   | 1   | 3   | 4   | 2   | 2  | 0  | 1  | 1  | 0  |
|            | Philadelphia Phantoms  | AHL        | 67  | 23  | 46  | 69  | 102 | 7  | 1  | 5  | 6  | 14 |
| 1999–2000  | Philadelphia Flyers    | NHL        | 11  | 3   | 2   | 5   | 6   | 3  | 0  | 0  | 0  | 0  |
|            | Philadelphia Phantoms  | AHL        | 68  | 34  | 48  | 82  | 116 | 5  | 3  | 2  | 5  | 6  |
| 2000–2001  | Philadelphia Flyers    | NHL        | 7   | 1   | 1   | 2   | 4   | —  | —  | —  | —  | —  |
|            | Philadelphia Phantoms  | AHL        | 74  | 31  | 57  | 88  | 98  | 10 | 6  | 5  | 11 | 4  |
| 2001–2002  | Philadelphia Phantoms  | AHL        | 66  | 22  | 37  | 59  | 105 | 5  | 0  | 4  | 4  | 6  |
| 2002–2003  | Philadelphia Flyers    | NHL        | 5   | 0   | 1   | 1   | 2   | —  | —  | —  | —  | —  |
|            | Philadelphia Phantoms  | AHL        | 73  | 30  | 44  | 74  | 127 | —  | —  | —  | —  | —  |
| 2003–2004  | Hamburg Freezers       | DEL        | 52  | 14  | 23  | 37  | 44  | 11 | 5  | 6  | 11 | 10 |
| 2004–2005  | Kassel Huskies         | DEL        | 52  | 17  | 19  | 36  | 93  | 7  | 1  | 2  | 3  | 18 |
| 2005–2006  | Iserlohn Roosters      | DEL        | 46  | 21  | 21  | 42  | 46  | —  | —  | —  | —  | —  |
| 2006–2007  | Iserlohn Roosters      | DEL        | 40  | 13  | 17  | 30  | 70  | —  | —  | —  | —  | —  |
| NHL totalt | NHL totalt             | NHL totalt | 125 | 13  | 27  | 40  | 90  | 5  | 0  | 1  | 1  | 0  |
| DEL totalt | DEL totalt             | DEL totalt | 190 | 65  | 80  | 145 | 253 | 18 | 6  | 8  | 14 | 28 |
| AHL totalt | AHL totalt             | AHL totalt | 606 | 247 | 412 | 659 | 848 | 66 | 17 | 26 | 43 | 98 |
| IHL totalt | IHL totalt             | IHL totalt | 204 | 64  | 116 | 180 | 266 | 19 | 7  | 13 | 20 | 10 |
| WHL totalt | WHL totalt             | WHL totalt | 206 | 100 | 170 | 270 | 300 | 26 | 16 | 26 | 42 | 51 |